# Haplochromis granti
Haplochromis granti är en fiskart som beskrevs av Boulenger, 1906. Haplochromis granti ingår i släktet Haplochromis och familjen Cichlidae. IUCN kategoriserar arten globalt som akut hotad. Inga underarter finns listade i Catalogue of Life.